# Territorios federales de Malasia
Los Territorios Federales (en malayo: Wilayah Persekutuan) es uno de los tipos de divisiones administrativas de Malasia, que comprenden tres ciudades y sus zonas aledañas: Kuala Lumpur, Putrajaya y Labuán. Kuala Lumpur es la capital nacional y legislativa de Malasia, Putrajaya es la capital administrativa y Labuán es un centro financiero internacional extraterritorial. Kuala Lumpur y Putrajaya son enclaves en el estado de Selangor, mientras que Labuán es una isla frente a la costa de Sabah.
Los territorios difieren de los estados de Malasia en que no tienen su propia administración o legislatura, sino que están directamente subordinados al gobierno central de Malasia. Los territorios juntos tienen un estatus similar a los trece estados del país. Los territorios tienen su propio ministerio, cuyo ministro principal (Menteri Wilayah) es el jefe conjunto de los territorios.

## Administraciones
Los territorios se encuentran bajo la jurisdicción del Ministerio de los Territorios Federales, que se formó bajo la administración del primer ministro Abdullah Ahmad Badawi el 27 de marzo de 2006. El primer ministro de los Territorios Federales fue Mohd Isa Abdul Samad. Tengku Adnan Tengku Mansor fue ministro desde mayo de 2013 hasta el 9 de mayo de 2018.

## Historia
Los territorios federales eran originalmente parte de dos estados: Selangor y Sabah. Tanto Kuala Lumpur como Putrajaya eran parte de Selangor, mientras que Labuán era parte de Sabah.
Kuala Lumpur, la capital del estado de Selangor, se convirtió en la capital nacional de la Federación Malaya (y más tarde Malasia) en 1948. Desde su independencia en 1957, tanto el partido federal como el de gobierno del estado de Selangor había sido la Alianza (más tarde el Barisan Nasional). Sin embargo, en las elecciones de 1969, la Alianza, aunque mantuvo el control del gobierno federal, perdió su mayoría en Selangor ante la oposición. La misma elección también resultó en un importante disturbio racial en Kuala Lumpur.
Se comprendió que si Kuala Lumpur seguía siendo parte de Selangor, podrían surgir choques entre el gobierno federal y el gobierno estatal de Selangor cuando fueran controlados por diferentes partidos. La solución fue separar a Kuala Lumpur del estado y colocarlo bajo el control federal directo. El 1 de febrero de 1974, se firmó el Acuerdo del Territorio Federal de Kuala Lumpur, y Kuala Lumpur se convirtió en el primer territorio federal de Malasia.
La cesión de Kuala Lumpur tuvo el efecto de asegurar el gobierno estatal de Selangor para el Barisan Nasional hasta las elecciones generales de 2008. La separación de Kuala Lumpur significó que los votantes de dicho territorio perdieron representación en la Asamblea Legislativa Estatal de Selangor y solo pudieron votar por representación en el parlamento de Malasia.
Labuán, una isla frente a la costa de Sabah, fue elegida por el gobierno federal para convertirse en un centro financiero extraterritorial. Labuán se convirtió en el segundo territorio federal en 1984.
Putrajaya es una ciudad planificada, diseñada para reemplazar a Kuala Lumpur como sede del gobierno federal. Se le pidió nuevamente al sultán Salahuddin, que estaba sirviendo como Yang di-Pertuan Agong en ese momento, que cediera esas tierras al gobierno federal. Putrajaya se convirtió en el tercer territorio federal el 1 de febrero de 2001.
En los últimos años, se hicieron esfuerzos para forjar una identidad común para los tres territorios federales. Se introdujo una bandera del territorio federal para representar a los territorios federales en su conjunto. Durante los Juegos Sukma de 2006 en Kedah, Kuala Lumpur, Labuan y Putrajaya se fusionaron en el contingente unificado de los Territorios Federales.

## Bandera e himno
El himno oficial de los territorios es "Maju dan Sejahtera", que significa "Progreso y Prosperidad".
Aparte de la bandera de los Territorios Federales, cada uno de ellos tiene su propia bandera.

Bandera de Kuala Lumpur
Bandera de Labuán
Bandera de Putrajaya